# Csomós Péter
Csomós Péter, becenevén Csomi (1944 – Budapest, 2013. október 8.) magyar zenész, dalszerző, énekes. Számos zenekarnak, köztük a Hungáriának, a Juventusnak és a Tűzkeréknek is tagja volt.

## Életpályája
1944-ben született. A hatvanas évektől kezdve már zenélt, tagja volt a Mistral, majd a Syconor együtteseknek.
1967-től 1971-ig a Hungária tagja volt, ritmusgitáron játszott. Az együttes két nagylemezén (Koncert a marson, Tűzveszélyes) is közreműködött. Utóbbi nagylemezen ő szerezte a Három széplány éjszakája c. dal zenéjét. Ezenkívül még a Juventusban és a Tűzkerékben is zenélt.
Egy évig volt beteg, 2013 októberében hunyt el 69 éves korában.